# آشاغی آپو
آشاغی آپو (به لاتین: Aşağı Apu) یک منطقه مسکونی در جمهوری آذربایجان است که در شهرستان لنکران و در دهیاری دشته‌توک واقع شده‌است.  آشاغی آپو ۱۱۵ نفر جمعیت دارد.

## ریشه واژه
در زبان تالشی آپو یا آبو به معنی گوشه خلوت، مکان پنهان یا مکان آرام برای استراحت و گاه به معنی نوک قله است.